# Menetou-sur-Nahon
Menetou-sur-Nahon ist eine französische Gemeinde mit 143 Einwohnern (Stand: 1. Januar 2022) im Département Indre in der Region Centre-Val de Loire. Sie gehört zum Kanton Valençay im Arrondissement Issoudun. Die Einwohner werden Menetousiens genannt.

## Geographie
Die Gemeinde Menetou-sur-Nahon liegt am Nahon, der hier in den Fouzon mündet, etwa 34 Kilometer westlich von Vierzon. Sie grenzt im Norden an Chabris sowie im Süden, Osten und Westen an Val-Fouzon.

## Bevölkerungsentwicklung
| Jahr                       | 1962 | 1968 | 1975 | 1982 | 1990 | 1999 | 2006 | 2013 | 2020 |
| Einwohner                  | 204  | 191  | 146  | 108  | 102  | 113  | 101  | 121  | 130  |
| Quellen: Cassini und INSEE |      |      |      |      |      |      |      |      |      |

## Etymologie und Geschichte
Der Name „Menetou“ entstand aus „Kloster“ (monasterium). Das Dorf entwickelte sich im Mittelalter um einen Klosterbau und eine Kirche (1807 zerstört, die Gemeinde gehört seither zur Pfarrei Parpeçay). Es gab einem Kreuzgang und eine Pilgerherberge.
Der Ortsname entwickelte sich von Ecclesie de Monesto (1181) über Capellanus de Monesto super Nahon (1422), Monnesto sur Nahon (1423), Menestou sur Nom (1480), Menestou sur Nahon (1596) und Maison Fort de Menetou (1698) zum heutigen Menetou-sur-Nahon.
Maison Fort (de Menetou) tauchte bereits Ende des 12. Jahrhunderts als Ortsname auf, was sich auf das Vorhandensein eines Festen Hauses („domus fortis“) bezieht. Die Existenz eines weiteren (längst zerstörten) festungsartigen Hauses der Familie Roury reicht bis ins Jahr 1529 zurück. Über das Aussehen dieses Gebäudes informiert ein Plakat des Schlosses, das 1722 zum Verkauf angeboten wurde:
„Eine große, alte und gut gebaute Burg, mit einem wunderschönen, von Mauern und Gräben umschlossenen Vorburgbrunnen, an dessen Fuß zwei Flüsse fließen, von denen einer nur mit dem Boot passiert werden kann, errichtet in Chastellenie, mit Hoch-, Tief- und Mittelburg Gerechtigkeit, Pfarrherr, drei Gehöfte und zwei Mühlen, Dixmes, Cens et Rentes, die schönsten Wiesen, die man sehen konnte, fast alle an die Burg angrenzend mit zwei Gräsern, nicht von großen Herren belästigt, und ein sehr guter Fonds“
Während der Französischen Revolution wurde das Schloss verkauft und später abgerissen; die Abbruchsteine dienten als Fundament mehrerer Privathäuser, die noch heute stehen.

## Sehenswürdigkeiten

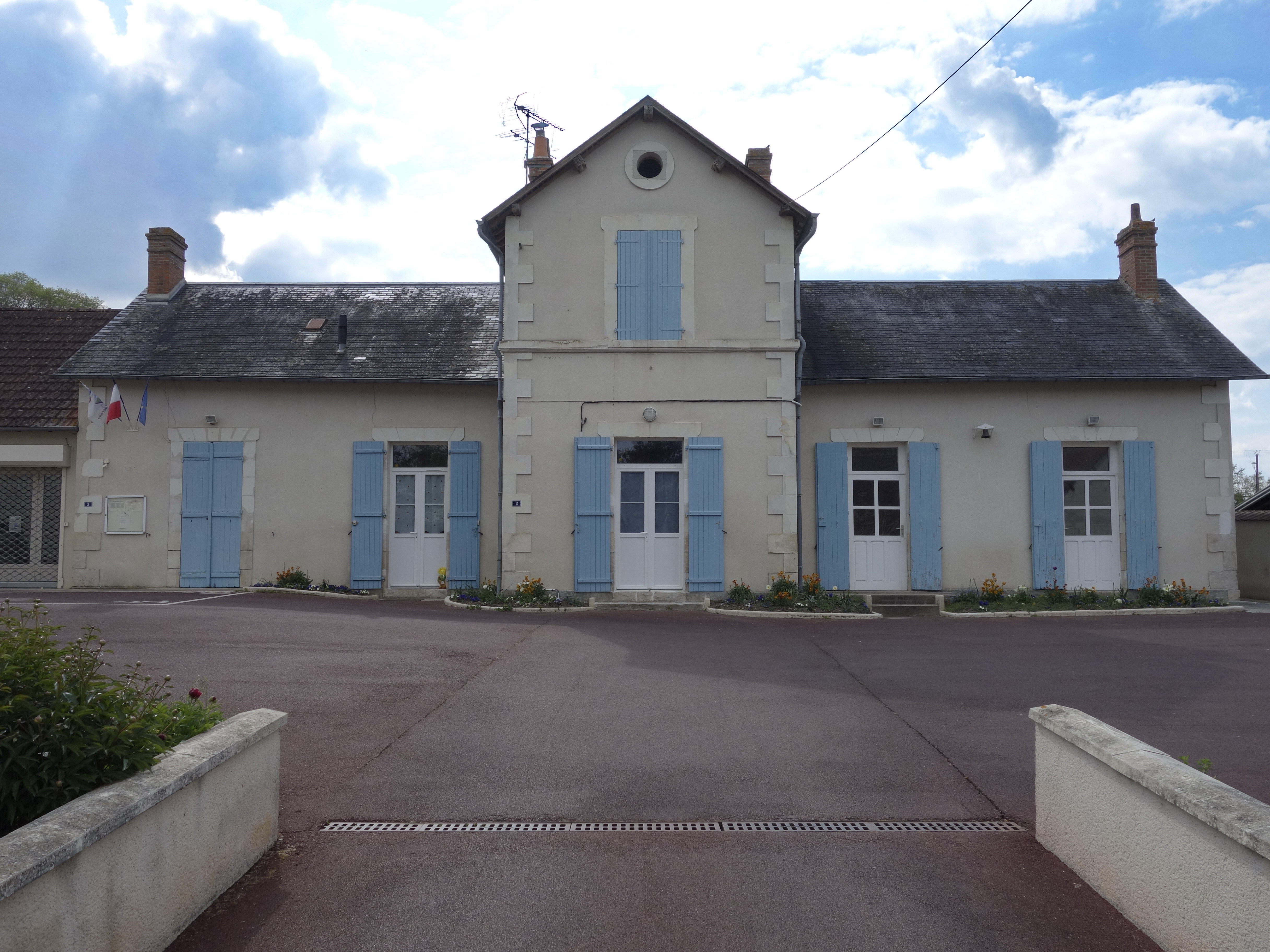
Rathaus (mairie)

- Schloss Campoix

## Belege
1. ↑  Geschichtsabriss auf www.chabris-bazelle.fr (französisch)